# Leptomyrmex darlingtoni
Leptomyrmex darlingtoni es una especie de hormiga del género Leptomyrmex, subfamilia Dolichoderinae. Fue descrita científicamente por Wheeler en 1934.
Se distribuye por Australia. Se ha encontrado a elevaciones de hasta 420 metros. Vive en microhábitats como nidos, debajo de rocas y en el forraje.